# Brodda
Brodda es un personaje ficticio que pertenece al legendarium creado por el escritor
británico J. R. R. Tolkien y que aparece en sus novelas Los Cuentos Inconclusos 
y El Silmarillion.

## Historia ficticia
Brodda era un Señor de los orientales, los Hombres del Este, perteneciente 
a la Casa de Ulfang.
Los orientales habían luchado como aliados de Morgoth en la Nirnaeth Arnoediad, y como
pago por sus servicios les entregó las tierras de Hithlum. Brodda, señor menor de los 
orientales, desposó a la fuerza a Aerin que era pariente de Húrin, convirtiéndose 
en señor de Dor-Lómin y tomando posesión de todos los bienes y tierras de Húrin. Brodda era 
un hombre audaz, pero poco considerado entre los suyos antes de llegar a Hithlum; y así, ávido de
riqueza, estaba dispuesto a hacerse con tierras que otros de su especie no codiciaban y con ello 
conseguir mejor posición entre los suyos. 
Brodda, que con frecuencia maltrataba a Aerin, convirtió en esclavos a los Cabezas de Paja, como llamaba 
al pueblo de Hador, e hizo que le construyeran un palacio de madera en las tierras que se extendían al 
norte de la casa de Húrin.
Morwen y su hija habían abandonado Dor-Lómin en el año 494 P.E. y un año después, Túrin regresó 
engañado por Glaurung, que le había convencido de que su madre y hermana estaban prisioneras allí. 
Turín, espada en mano, amenazó a Brodda e hizo hablar a Aerin, que le confesó que su madre y hermana 
habían marchado a Doriath a buscarlo. Turín se dio cuenta entonces de que había sido engañado por Glaurung, enloqueciendo y matando a Brodda y a otros orientales que allí se encontraban. Este acto también acabó con la vida de Aerin, que murió entre las llamas, tras el incendio de la sala de Brodda.